# Rouchovany
Rouchovany är en ort i Tjeckien.   Den ligger i regionen Vysočina, i den sydöstra delen av landet, 170 km sydost om huvudstaden Prag. Rouchovany ligger 352 meter över havet och antalet invånare är 1 093.
Terrängen runt Rouchovany är platt. Runt Rouchovany är det ganska glesbefolkat, med 38 invånare per kvadratkilometer. Närmaste större samhälle är Moravský Krumlov, 15,0 km öster om Rouchovany. Trakten runt Rouchovany består till största delen av jordbruksmark.